# Wavelength Selective Switching
I componenti Wavelength Selective Switching (commutazione selettiva di lunghezza d'onda) sono assemblaggi industriali che integrano dispositivi per la multiplazione/demultiplazione di segnali WDM e sistemi di commutazione di segnali a livello di singola lunghezza d'onda. I sistemi di multiplazione/demultiplazione possono essere realizzati come array waveguide grating (AWG). Attualmente, la tipica implementazione per i componenti di commutazione ottica si basa su sistemi microelettromeccanici (MEMS), ma sono anche usati componenti a cristalli liquidi (LCoS).
Un componente WSS è caratterizzato dal numero di canali WDM (per esempio, 40 o 80) e dal numero delle direzioni selezionabili (ad esempio, 1x5 o 1x9). La principale applicazione dei WSS è la realizzazione di Add-Drop Multiplexer (ADM) ottici riconfigurabili (ROADM) o, in sistemi per reti magliate, di ripartitori ottici.